# Artur Akojew
Artur Władimirowicz Akojew (ros. Артур Владимирович Акоев, ur. 2  stycznia 1966 w Digorze) – rosyjski sztangista. W barwach Wspólnoty Niepodległych Państw srebrny medalista olimpijski z Barcelony.
Zawody w 1992 były jego jedynymi igrzyskami olimpijskimi. Zajął drugie miejsce w wadze do 110 kilogramów. W barwach ZSRR  był złotym medalistą mistrzostw świata w 1991 i srebrnym w 1990. Dla Rosji zdobył brąz w 1994. Dla ZSRR wywalczył też złoto mistrzostw Europy w 1991 i brąz w 1987.